# Artists United Against Apartheid
Artists United Against Apartheid war eine Allstar-Band und ein Hilfsprojekt, das 1985 von Steven Van Zandt, dem langjährigen Gitarristen Bruce Springsteens, initiiert wurde. Arthur Baker war der Produzent des Albums Sun City und der gleichnamigen Single, die beide in New York entstanden. Darauf befand sich Rockmusik, die von Funk, Pop und Reggae geprägt war.
An Artists United Against Apartheid waren über 50 international bekannte Musiker beteiligt. Die Single Sun City erreichte weltweite Chartplatzierungen, u. a. in den USA (Platz 38), Großbritannien (Platz 21), Deutschland (Platz 17), Österreich (Platz 30), der Schweiz (Platz 7), Australien (Platz 4) und Kanada (Platz 10). Die Einnahmen aus den Plattenverkäufen kamen Afrika-Hilfsfonds, politischen Gefangenen sowie Kulturinstitutionen zugute.

## Mitwirkende Künstler
Afrika Bambaataa, Anthony Williams, Bob Geldof, Bob Dylan, Bobby Womack, Bonnie Raitt, Bruce Springsteen, Clarence Clemons, Darlene Love, Daryl Hall, David Ruffin Jr., Ed Fletcher, Eddie Kendricks, Edward Morris, Fat Boys, George Clinton, Gil Scott-Heron, Herbie Hancock, Jackson Browne, James Chambers, Jeffrey Hyman, John Oates, Kurtis Walker, Linton Kwesi Johnson, Lou Reed, Malopoets, Manley Buchanan, Melvin Glover, Michael Jones, Michael Monroe, Miles Davis, Nona Hendryx, Pat Benatar, Paul Hewson, Pete Townshend, Peter Gabriel, Peter Garrett, Peter Wolf, Ray Barretto, Richard Starkey, Ron Carter, Rubén Blades, Run-DMC, Shankar, Sonny Okosun, Stanley Jordan, Steven Van Zandt, Stiv Bators, Tina B, Will Downing, Zak Starkey

## Auslöser und Erfolg
Zur Zeit der Apartheid wurde das südafrikanische Resort Sun City heftig kritisiert. Zwar war es einer der wenigen Orte, an dem keine Segregation zwischen Schwarzen und Weißen stattfand, jedoch war der Freizeitkomplex ein Produkt des Apartheid-Regimes. Für die Mehrheit der Bevölkerung, die Befreiungsbewegung ANC und die weltweite Anti-Apartheid-Bewegung symbolisierte Sun City die Doppelmoral der damaligen südafrikanischen Politik. Den internationalen Aufrufen zum Kulturboykott Südafrikas unter anderem durch die Vereinten Nationen begegnete Hotelmagnat Sol Kerzner mit hohen Gagen. Ab 1980 traten dort unter anderem Elton John, Leo Sayer, Cliff Richard, Gloria Gaynor, Chicago, Rick Wakeman, Cher, Kenny Rogers, Dolly Parton, George Benson, Frank Sinatra, Queen, Shirley Bassey, Barry Manilow, David Essex und Rod Stewart auf.
1985 startete unter dem Namen Artists United Against Apartheid das Gemeinschaftsprojekt, an dem über fünfzig international bekannte Musiker beteiligt waren. Sie versprachen, nicht in Sun City aufzutreten. Das Album Sun City und die gleichnamige Single erreichten weltweite Chartplatzierungen; die Einnahmen aus den Plattenverkäufen kamen Afrika-Hilfsfonds, politischen Gefangenen sowie Kulturinstitutionen zugute. Nach dem Erscheinen des Albums war der Druck auf die Boykottbrecher so groß geworden, dass viele ankündigten, dort nicht mehr aufzutreten. 1988 waren Modern Talking und Laura Branigan die einzigen Acts aus Übersee, 1989 nur Irene Cara und wiederum Laura Branigan.

## Diskografie

### Alben
- 1985: Sun City

### Singles
- 1985: Sun City
- 1985: Let Me See Your I.D.
- 1985: Voices of Sun City (Artists United Against Apartheid / U2) (Promo)